# RUN FOR YOU
「RUN FOR YOU」（ラン・フォー・ユー）は、日本の男性アイドルグループ・KAT-TUNの16枚目のシングル。2011年8月3日にJ-One Recordsから発売された。

## 概要
前作「WHITE」以来約3ヵ月ぶりのリリースとなる2011年度3作目のシングル作品。表題曲「RUN FOR YOU」は、スズキ「新型ソリオ」のCMソングとして使用されている。また通常盤/初回プレス仕様のみ収録されているカップリング曲「& FOREVER」は、2011年8月25日から「新型ソリオ」モノリス篇として使用されている。
販売形態は初回限定盤、通常盤/初回プレス仕様、通常盤の3種類からなり、通常盤/初回プレス仕様と通常盤の4曲目は、それぞれ収録曲が異なる。初回限定盤には表題曲のPVとメイキングが収録されている。

## 収録曲

### CD

#### 通常盤・初回限定盤
※「COSMIC CHILD」以降、通常盤のみ収録。
1. RUN FOR YOU [4:01]
作詞：Sean-D、作曲：GOOD COP・SWE-LO、編曲：18degress．（Ken Arai）・SWE-LO・GOOD COP
  - KAT-TUN出演 スズキ「新型ソリオ」CMソング
2. COSMIC CHILD [4:06]
作詞：Sean-D、ラップ詞：JOKER、作曲：Oscar Holter・Jakke Erixson・John Harleman・SHIROSE・NIKKI、編曲：18degress．・Oscar Holter
  - ウィング『ズルイブラ。』CMソング
  - ウィング『ズルイパンツ。』CMソング
3. DIAMOND [4:22]
作詞：Sean-D、作曲：King of Slick・DAICHI、編曲：King of Slick
  - 日本テレビ系「Dramatic Game 1844」イメージソング
  - 日本テレビ系「Going!Sports&News」テーマソング
4. SWEET CHAIN [4:09]
作詞：miwa*、ラップ詞：JOKER、作曲：JOKER・Daniel Sherman・Andy Gilbert、編曲：‘The Flames’at　Aerostorm Studios，London
5. RUN FOR YOU （オリジナル・カラオケ）
6. COSMIC CHILD（オリジナル・カラオケ）
7. DIAMOND（オリジナル・カラオケ）
8. SWEET CHAIN（オリジナル・カラオケ）

#### 通常盤/初回プレス仕様
1. RUN FOR YOU
2. COSMIC CHILD
3. DIAMOND
4. & FOREVER [4:23]
作詞：Laika Leon、作曲：Shusui・King of Slick、編曲：King of Slick・Yukihide "YT" Takiyama
  - KAT-TUN出演 スズキ「新型ソリオ」CMソング
5. RUN FOR YOU（オリジナル・カラオケ）
6. COSMIC CHILD（オリジナル・カラオケ）
7. DIAMOND（オリジナル・カラオケ）
8. & FOREVER（オリジナル・カラオケ）

### DVD
※初回限定盤のみ
1. RUN FOR YOU（ビデオ･クリップ+メイキング）